# Upplands runinskrifter 648
Upplands runinskrifter 648 är en vikingatida runsten av ljus granit vid Övergrans kyrka, Övergrans socken och Håbo kommun. Runstenen är 1,7 meter hög och 1,2 meter bred. Stenen står rest vid kyrkogårdsmuren mellan runstenarna U 649 och U 651.
Bröderna som nämns i denna inskrift reste tillsammans U 640. Den runinskriften är tidigare eftersom båda då var vid liv.

## Inskriften
Translitterering av runraden:
sihialmr · lit · raisa · stain · þina eftʀ · kus · broþur sin
Normalisering till runsvenska:
Sighialmʀ let ræisa stæin þenna æftiʀ Kus(?)/Gus(?), broður sinn.
Översättning till nusvenska:
Sighjälm lät resa denna sten efter kus, sin broder.